# Scleraxonia
Scleraxonia is een onderorde van de orde van gorgonen (gorgonacea) of hoornkoralen. Het bestaat uit 8 families.

## Taxonomie
- Familie Anthothelidae Broch, 1916
- Familie Briareidae Gray, 1859
- Familie Coralliidae Lamouroux, 1812
- Familie Melithaeidae Gray, 1870
- Familie Paragorgiidae Kükenthal, 1916
- Familie Parisididae Aurivillius, 1931
- Familie Spongiodermidae Wright & Studer, 1889
- Familie Subergorgiidae Gray, 1859

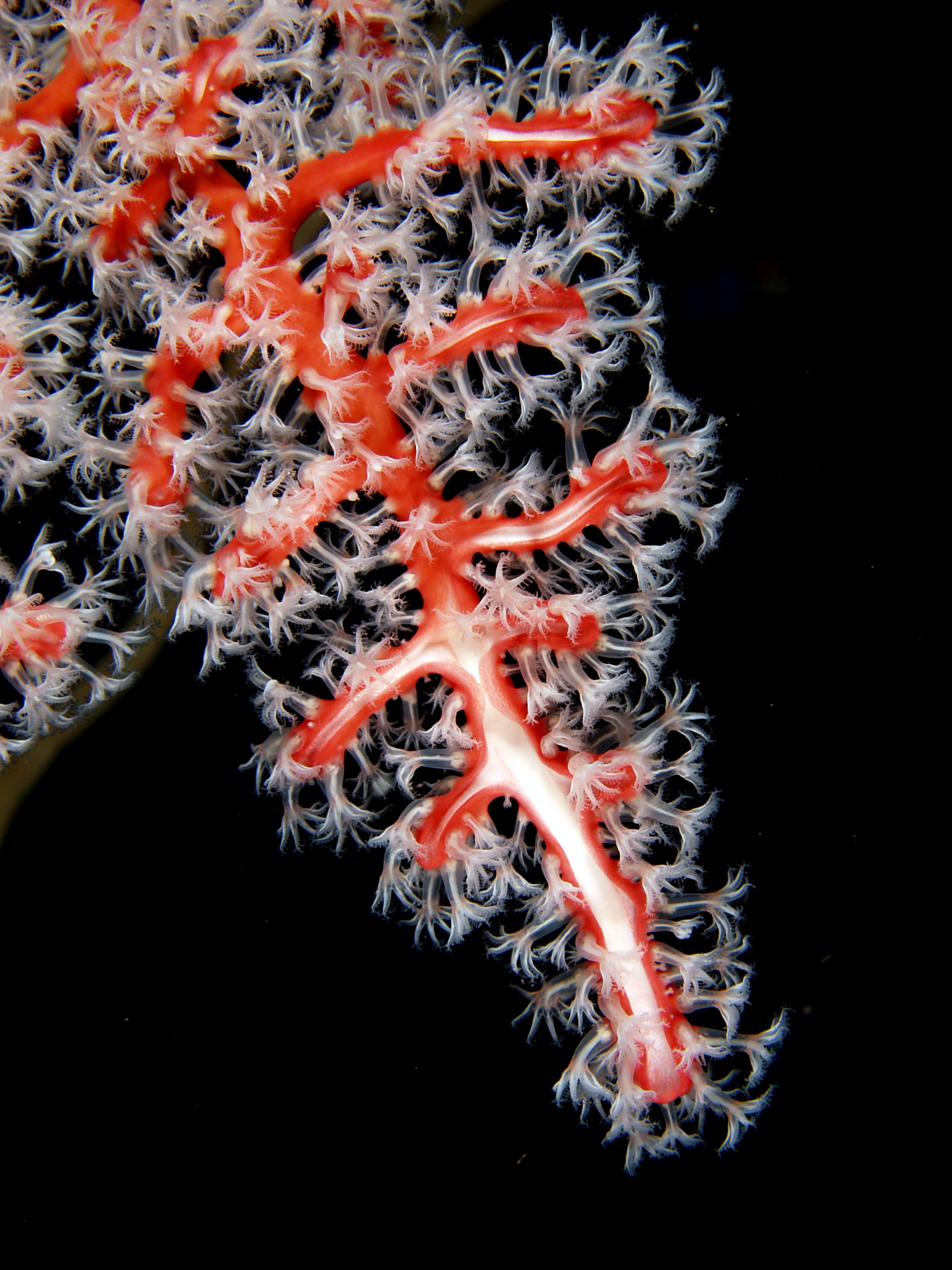
Iciligorgia rubra
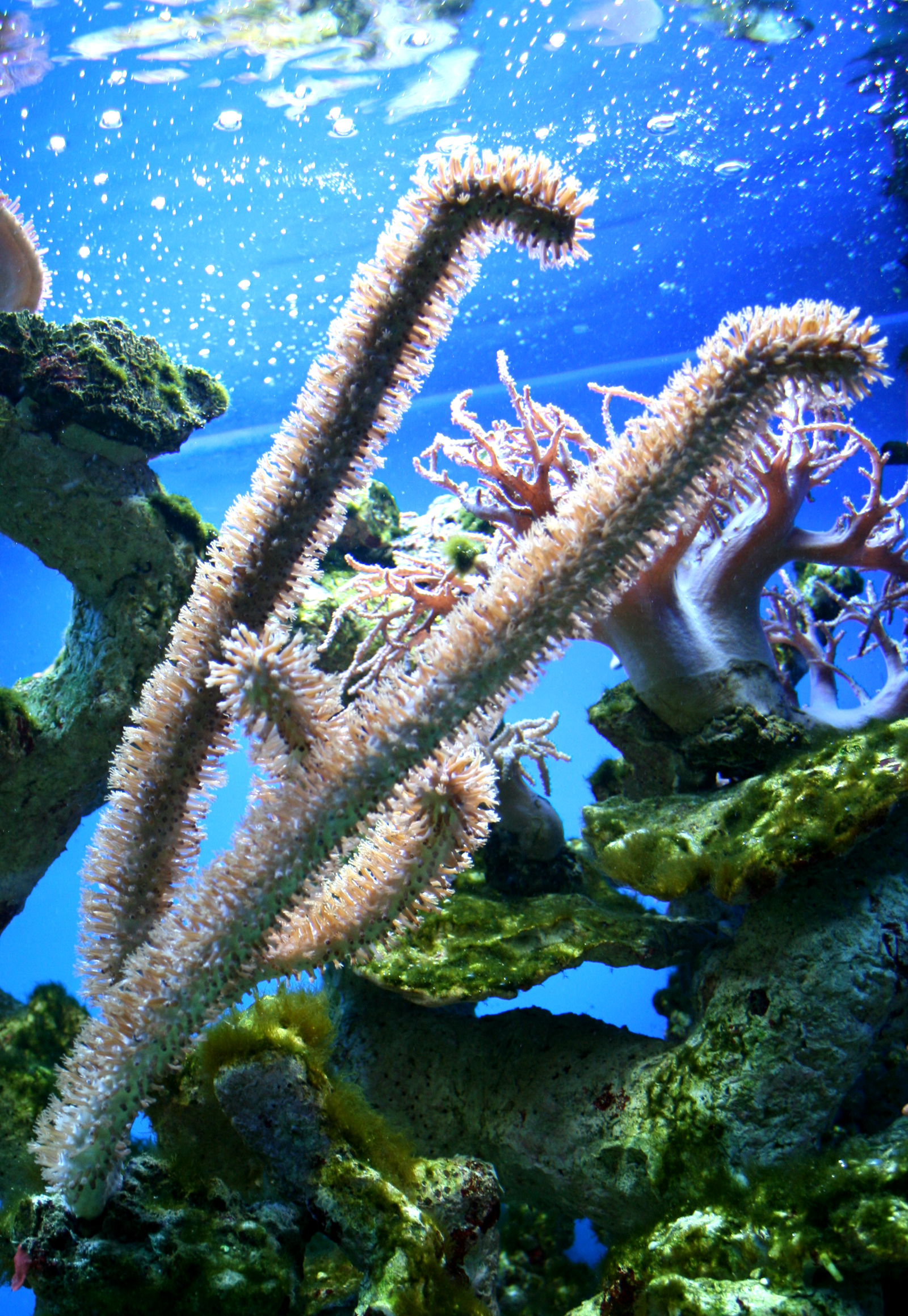
Briareum asbestinum
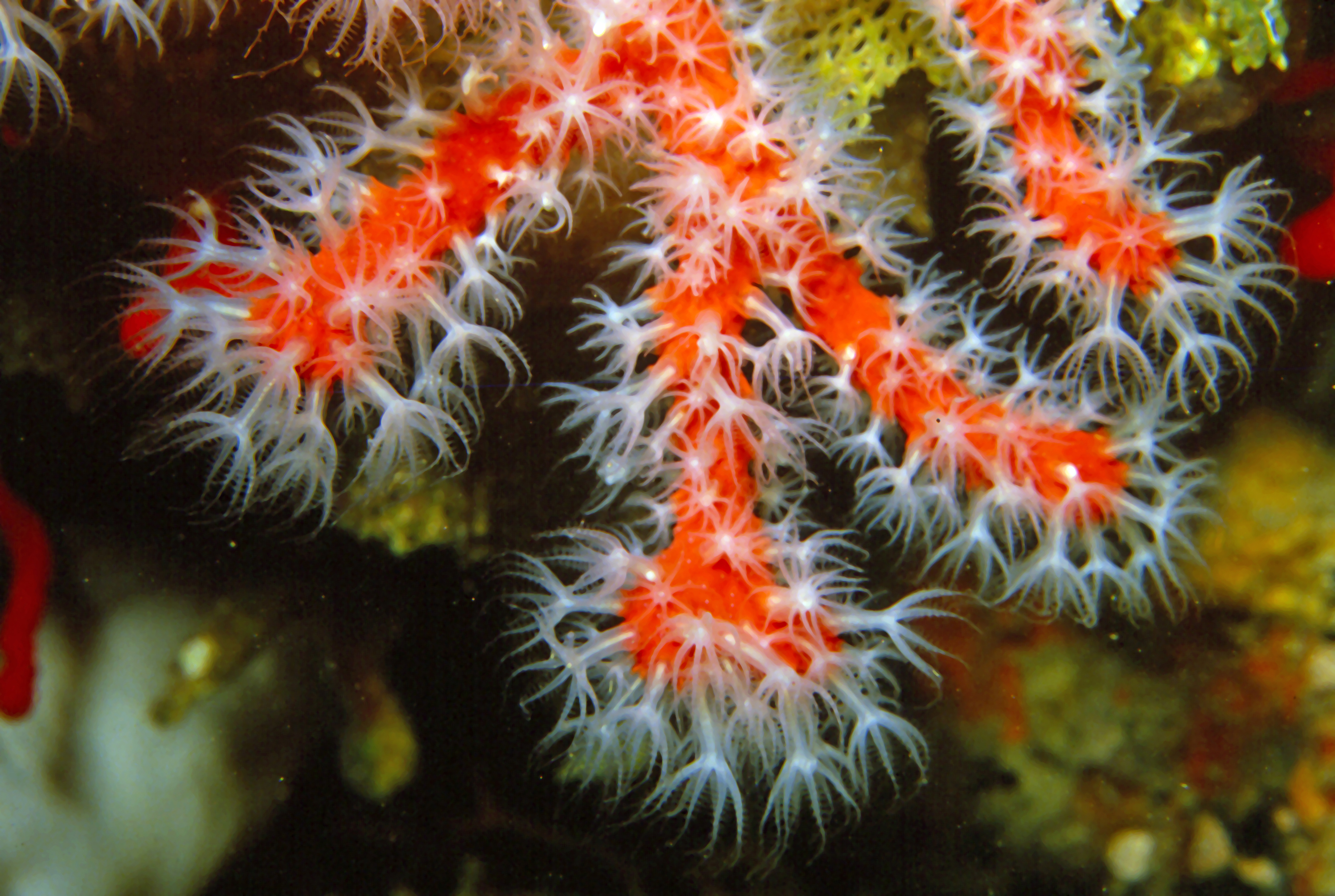
Corallium rubrum
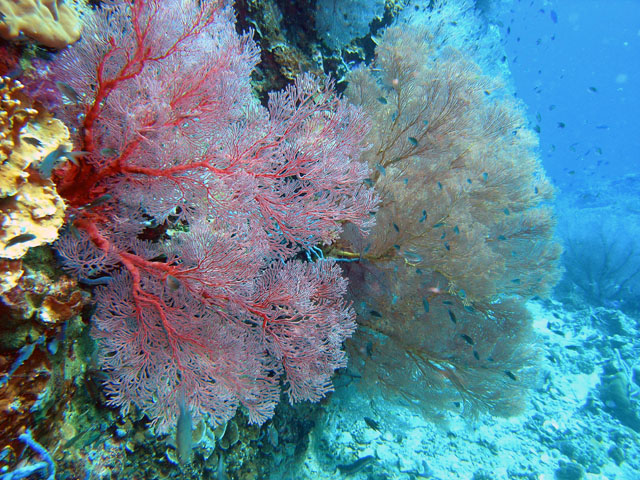
Melithaea ochracea
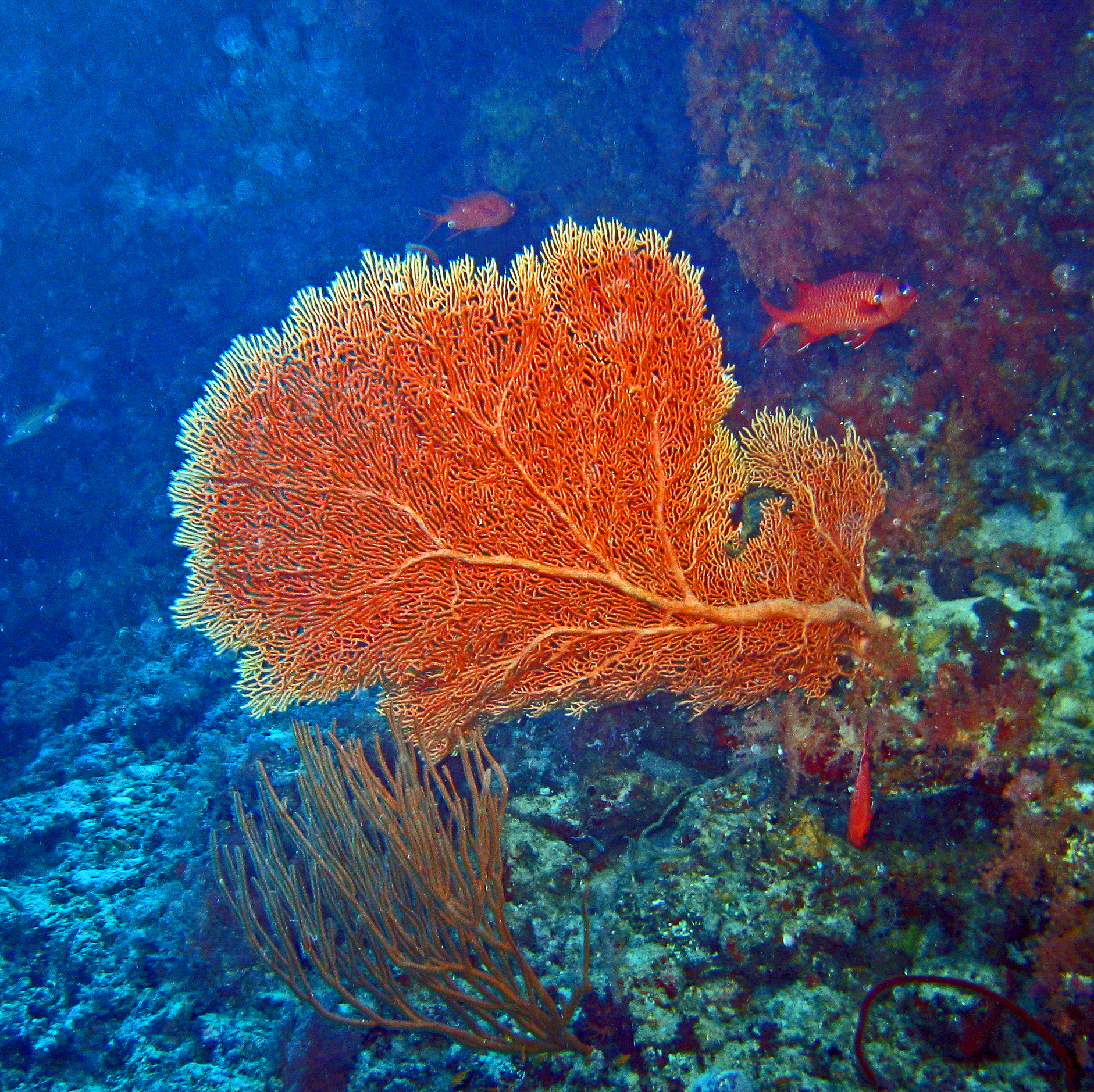
Annella mollis